# La Tempra
La Tempra è stata una rivista fondata a Pistoia nel 1914 da Renato Fondi insieme a Giovanni Costetti. Il periodico esordisce con una Dichiarazione che proclama "indipendenza assoluta":
Tra i collaboratori figurano: Giovanni Michelucci, Benvenuto Disertori, Ildebrando Pizzetti, Dino Campana, Bino Binazzi e Hrand Nazariantz.
La rivista nasce come periodico quindicinale ed esce nell'arco di sette anni, dal marzo 1914 al settembre 1920, attraversando per intero il periodo bellico. Renato Fondi guida la rivista dalla nascita fino al primo numero dell'anno IV, gli ultimi dieci fascicoli escono invece sotto la direzione di Arrigo Levasti.